# 封面人物
封面人物（Cover People），是出現於印刷媒體、期刊、刊物、書籍的封面上的人物，女性的又稱為封面女郎。 
封面人物的共同點是受讀者注目的當紅人物，也是代表該本刊物的品味、該期出版的主題重心，有助速銷。
在財經雜誌的封面人物多數是企業家；成人雜誌的多數是衣著性感、姿態撩人的模特兒；八卦雜誌的封面多數是被狗仔隊追訪的熱點藝人名流。

## 例子
- 《時代雜誌》: 蔣中正、毛澤東、鄧小平、李登輝、蔡英文等。